# Lirceus hoppinae
Lirceus hoppinae is een pissebed uit de familie Asellidae. De wetenschappelijke naam van de soort is voor het eerst geldig gepubliceerd in 1889 door Faxon.